# Adolpho Wellisch
Adolpho Wellisch (São Paulo, 9 de fevereiro de 1886 – São Paulo, 19 de outubro de 1972) foi um competidor de saltos ornamentais brasileiro. Participou dos Jogos Olímpicos de Verão de 1920, na Antuérpia.

## Biografia
Competia no Clube de Regatas Tietê, de São Paulo. Venceu o primeiro campeonato nacional de saltos ornamentais, realizado na Enseada de Botafogo.
Foi convocado para participar dos Jogos Olímpicos de Verão de 1920. Foi eliminado nas baterias eliminatórias do trampolim de três metros, ficando em quarto lugar — apenas os três primeiros de cada grupo se classificavam. Também disputou as provas de plataforma, sendo sétimo colocado nos dez metros e oitavo colocado no salto simples em altura.
Conquistou outros títulos internacionais nos saltos ornamentais. Em 1931, a Confederação Brasileira de Desportos entregou medalhas aos campeões de saltos a partir de 1918, inclusive os campeões latino-americanos de 1922 a 1931 — Adolpho recebeu as medalhas referentes aos campeonatos de 1922.